# 湖南省赤山监狱
湖南省赤山监狱是中华人民共和国湖南省的一座懲教設施，位于该省沅江市赤山岛南嘴。该监狱由湖南省监狱管理局主管。肇始于清廷1902年于长沙府建立的押犯职业训练所，1961年迁入沅江赤山，并于1995年易今名。

## 名稱及沿革
赤山监狱自称肇始于清朝光绪二十八年（1902年）建立的押犯职业训练所，由时任湖南巡抚赵尔巽主持修筑:433-435，监舍在长沙府北门外，并于1905年成为正式的监狱:765。民国六年（1917年），湖南省政府在长沙鹿洞里修建监狱，并于1920年将其命名为长沙监狱，1933年更名为湖南省第一监狱，1936年，湖南省高等法院迁入监狱办公，因此，该监狱亦称为湖南省高等法院监狱:451。1938年，因日军入侵长沙，监所一度迁徙至安化县梅城镇，抗战结束后，于1945年10月迁回长沙，1949年，中国人民解放军占领长沙，取得对监狱的管理权。中华人民共和国建立後的1951年10月，该监狱始由湖南省公安厅管理，并更名为湖南省公安厅四处直属一大队，1955年3月，重新定名湖南省第一监狱，1961年迁入洞庭湖畔沅江县的赤山，并于1995年以其所在地赤山重新命名为赤山监狱，并改由湖南省司法厅监狱管理局管主管:766。

## 囚犯待遇
1955年更名为第一监狱初期，该监所主要关押被湖南省人民法院判处死缓、无期徒刑和刑期在15年以上的反革命罪受刑人与其他重要刑事犯，而这些犯人皆需要从事室内劳动生产:522，在此期间，受刑人中也不乏曾效力中华民国军警政的公职人员，迁入赤山後，监狱工厂更于1970年下半年开始试制电动机，并于1972年7月建立湖南电机厂，为中华人民共和国第一机械工业部指定的特种电机定点生产厂家之一:766。截至2022年，赤山监狱的监舍的生活环境仍然十分恶劣，受刑人缺乏热水洗澡、伙食标准极低，而且须从事强迫劳动，拒絕工作、工作怠慢或沒有達到生產指标的受刑人则时常受到狱警的威脅和懲罰，部分受刑人也被拒绝探视，但中国政府始终予以否认。